# Active Desktop
Active Desktop – aktywny pulpit. Funkcja opracowana przez firmę Microsoft dla systemów operacyjnych MS Windows, umożliwiająca umieszczanie na pulpicie stron WWW oraz elementów zapisanych w języku HTML.
Funkcja ta jest dostępna w systemach Microsoft Windows, począwszy od 95, gdzie działała jako element Internet Explorer 4.0, aż do XP (tylko w wersji 32-bitowej). W systemie Windows Vista Active Desktop został wyparty przez Windows Sidebar.
Elementy wyświetlane za pomocą Active Desktop mogły być automatycznie aktualizowane.

## Znaczenie
Funkcja była szeroko reklamowana jako jeden z głównych powodów, dla których powinno się zmienić starsze wersje systemów Windows na nowsze, zawierające jej obsługę. Jednak poza dużym znaczeniem marketingowym nie okazała się szczególnie użytecznym elementem nowszych wersji systemów Windows.